# سیمون آدینگرا
سیمون آدینگرا (فرانسوی: Simon Adingra‎؛ زادهٔ ۱ ژانویهٔ ۲۰۰۲) بازیکن فوتبال اهل ساحل عاج است.

## باشگاهی
از باشگاه‌هایی که در آن بازی کرده‌است می‌توان به باشگاه فوتبال یونیون سنت ژیل اشاره کرد.